# Mysterious Skin (romanzo)
Mysterious Skin è un romanzo del 1996 scritto da Scott Heim.

## Trama
A otto anni Brian Lackey viene trovato sanguinante nella cantina della propria casa, vittima di un episodio traumatico che non riesce a ricordare. Neil McCormick è invece del tutto consapevole di quello che successe quella lontana estate. Ed è convinto che l'allenatore di baseball lo abbia amato veramente. Ora, dieci anni dopo, è un outsider, inconsapevole dei pericoli cui sta andando incontro. Neil ha idealizzato il suo allenatore, quei ricordi muteranno segno quando Brian avvicinerà Neil per chiedere aiuto e conoscere finalmente la verità.

## Adattamento cinematografico
Nel 2004 fu fatto un film di Gregg Araki intitolato proprio Mysterious Skin.